# Otwell (Indiana)
Otwell est une census-designated place située dans le comté de Pike, dans l’État de l'Indiana, aux États-Unis. Lors du recensement de 2020, elle compte 396 habitants.